# Ulrich Gábor
Ulrich Gábor (Budapest, 1967. augusztus 16. –) Balázs Béla-díjas magyar mozgóképművész, képzőművész, művészetpedagógus.

## Életpályája
Felsőfokú tanulmányait a Kecskeméti Főiskola Vizuális Nevelés Szakán, a Iparművészeti Egyetem tipográfusképzőjén, valamint az Eötvös Loránd Tudományegyetem Bölcsészettudományi Karának Művészetelméleti és Médiakutatási Intézetében és a Budapesti Metropolitan Egyetem Médiaművészeti Intézetében végezte. Több felsőoktatási intézményben meghívott előadó.
1992 óta szabadfoglalkozású képzőművész. Első, önálló tárlata a Magyar Fotográfiai Múzeumban volt, alkotásai megtalálhatók több hazai és külföldi, magán- és közgyűjteményben. Munkáinak középpontjában az emberi test organikus struktúrái állnak, a formanyelvi kísérletek képzőművészeti látásmóddal párosulnak. Alkotói módszereire a grafika, a plasztika, illetve a mozgókép határainak folyamatos, kísérletező kutatása jellemző.
Szerzői filmjeit több mint ötven ország filmfesztiváljai -köztük az annecy, hiroshimai, rio de janeiro-i, kijevi, zágrábi, espinho-i, lipcsei- válogatták be versenyprogramjukba.
Mielőtt című filmjét 2005-ben jelölték a szakma egyik legnagyobb elismerésének számító Cartoon d'Or díjra.
Vezetőségi tagja a Magyar Filmművészek Szövetsége Animációs Szakosztályának. 2011-ben Balázs Béla-díjat kapott.
2022-ben az Ab Ovo kiadó megjelentette Hegesztett szavak című képzőművészeti verseskötetét.

## Filmjei
- Idegen test/Foreign Body (2002)
- Hommage (2004)
- Mielőtt/Before (2005)
- Ssshottt! (2007)
- Desdemona Break (2007)
- Panopticum (2008)
- Lebegés, avagy tíz bagatel (2009)
- A hentes zsebrádiója (2010)
- Memoir (2011)
- Tulipán (2012)
- Mit kell tudni a kutyaidomításhoz? (2013)
- A fából faragott királyfi (2014)
- Balansz (2016)
- Dűne (2020)
- Rekonstrukt (2023)
- TD74 (2023)
- Capriccio (2025)

## Kötetei
- Hegesztett szavak; Ab Ovo, Budapest, 2022

## Főbb elismerései
- Idegen test  Retina Film Fesztivál, a zsűri különdíja 2002/Alter-Native, Minimum-party prize 2002/Sauve qui peut le court-métrage, Special prize 2002/Pécsi Mozgókép Fesztivál, az animációs kategória díja 2005
- Hommage Szolnoki Nemzetközi Képzőművészeti Filmszemle, a zsűri különdíja 2004/Pécsi Mozgókép Fesztivál, az animációs kategória díja 2005
- Mielőtt 2005 CINANIMA, the International Animated Film Festival of Espinho, Prize Class A/Szolnoki Nemzetközi Képzőművészeti Filmszemle, a Magyar Televízió különdíja 2006
- Ssshottt! Szolnoki Nemzetközi Képzőművészeti Filmszemle, az animációs kategória második díja 2008
- Desdemona Break Szolnoki Nemzetközi Képzőművészeti Filmszemle, a diákzsűri díja 2008
- Lebegés, avagy tíz bagatel Kecskeméti Animációs Filmfesztivál, a legjobb kísérleti film díja 2009
- A hentes zsebrádiója Szolnoki Nemzetközi Képzőművészeti Filmszemle, az animációs kategória második díja 2010, a kísérleti kategória második díja, Magyar Filmkritikusok díja 2010
- Memoir Szolnoki Nemzetközi Képzőművészeti Filmszemle, III. díj 2012
- Mit kell tudni a kutyaidomításhoz? Kecskeméti Animációs Filmfesztivál, a legjobb vizuális formanyelvért díj 2013
- Balansz Ars Sacra Filmfesztivál, Animációs kategória, I. díj 2016
- Dűne Magyar Filmkritikusok Díja, legjobb animációs film 2022,[2] Alexandre Trauner Art/Film Fesztivál 2020 / Magyarország (A Magyar Művészeti Akadémia Képzőművészeti Tagozatának díja) / Balkanima 2020 / Szerbia (Különdíj) / Kecskeméti Animációs Filmfesztivál 2021 / Magyarország (A legjobb animációs munka, a Magyar Filmkritikusok díja) / Animatou Nemzetközi Animációs Filmfesztivál 2021 / Svájc (A Genfi Kortárs Művészeti Központ díja) / II Floripa Que Horror! Nemzetközi Filmfesztivál, 2021 / Brazília (Különdíj)
- Rekonstrukt Legjobb magyar képzőművészeti film I. díj, Alexandre Trauner ART/Film Fesztivál 2024 / Special prize, T-Short Film Festival, Németország, 2024 / A Legjobb Animáció díja, SEE Paris-Berlin-Washington Film Festival 2024 / Cross Art fődíj, Mediawave, 2024

## Egyéb díjak
- Bács-Kiskun Megye Képzőművészetéért díj
- Erkel Ferenc Ex libris fődíj, 1995
- Graphic Design Talent Silver Medal, 1998
- Philips Fine Art, 1999
- Nemzeti Kulturális Örökség Minisztériumának Fitz József Könyvdíja
- Hungaropack fődíj 2000, 2007
- Pro Typographia 2003, 2008
- World Star Award 2000, 2007
- Nyomda- és Papíripari Szövetség díja, 2008
- Pozsonyi Fotóhónap Könyvdíja, 2008
- Szép Magyar Könyv, 2008
- Double Lines Design Award, 2009
- Balázs Béla-díj, 2011
- Tavaszi Fesztivál, Kecskemét Város Különdíja, 2018
- Kortárs Keresztény Ikonográfiai Biennálé, Kecskemét Város Díja, 2018
- Prima-díj, képzőművészeti kategória, 2024